# Gloria (jméno)
Gloria je ženské křestní jméno. Jméno je latinského původu, znamená slavná, sláva.

## Známé nositelky jména
- Gloria Estefan – kubánsko-americká zpěvačka
- Gloria Gaynor – zpěvačka
- Gloria Swanson – herečka
- Gloria Steinem – americká feministka
- Gloria Stuart – americká herečka
- Gloria Mielnik – česká tanečnice